# La ragazza di carta
La ragazza di carta (La fille de papier) è un romanzo del 2010 dell'autore francese Guillaume Musso. 

## Trama
Tom Boyd è uno scrittore di grande successo. Ricco e famoso, vive una vita da favola. Improvvisamente, la sua fidanzata Aurore, una musicista bella ed altrettanto famosa, lo lascia senza dare spiegazioni. Tom precipita in una crisi depressiva che lo porta ad un passo dall'autodistruzione.
Una notte compare nella sua vita una bellissima ragazza. Dice di essere Billie, la protagonista dei suoi libri, precipitata nella vita reale direttamente da una pagina del suo ultimo lavoro.
Sarà grazie a Bille e con l'aiuto degli amici di sempre, Carole e Milo, che Tom ritroverà la gioia di vivere e l'ispirazione per tornare al suo lavoro. I quattro saranno i protagonisti di rocambolesche avventure che si snodano tra gli Stati Uniti, il Messico, Roma e Parigi. Billie, apparentemente ritorna nel mondo dell'immaginazione, da cui non può sfuggire, essendo una ragazza "di carta" lasciando Tom  affranto e solo: ma il colpo di scena finale regala il prevedibile lieto fine.